# Arasbarã
Arasbarã (em persa: ارسباران; romaniz.: Arasbaran), Laradal (em armênio: Ղարադաղ; romaniz.: Łaradał) ou Caradague (em azeri: Qaradağ; lit. "montanha preta") é uma grande área montanhosa situada no norte do Irã, na província do Azerbaijão Oriental, na fronteira com a Armênia e o Azerbaijão. Se estende do maciço de Cuxa (Qūšā Dāğ), ao sul de Ahar, até o rio Araxes. Com uma área de 80 647 hectares, desde 1976 é reconhecida pela UNESCO como uma reserva da biosfera. Abrange montanhas, prados alpinos altos, estepes semiáridas, pastagens e florestas, rios e nascentes. Sua vegetação, que compreende mais de mil espécies, é única se comparada com a vegetação do restante do Irã. Em geral, há 48 espécies de mamíferos, 215 espécies de pássaros, 29 espécies de trepadeiras, cinco espécies de anfíbios e 17 espécies de peixes. Seis tribos distintas, sobretudo os caradaguis, povoam Arasbarã, com uma população total de 3 130 pessoas. Além deles, há 66 aldeias com 11 192 habitantes. Nos centros urbanos, há atividade comercial, mas as áreas rurais subsistem da agricultura, pecuária, horticultura, apicultura, artesanato e turismo.